# Senecio hastatus
Senecio hastatus là một loài thực vật có hoa trong họ Cúc. Loài này được L. miêu tả khoa học đầu tiên.